# Leslie Burr-Howard
Leslie Burr-Howard, född den 1 oktober 1956, är en amerikansk ryttare.
Hon tog OS-silver i lagtävlingen i hoppning i samband med de olympiska ridsporttävlingarna 1996 i Atlanta.